# Anton Summer
Anton Summer (ur. 23 listopada 1967 w wiedniu) – austriacki judoka. Olimpijczyk z Barcelony 1992, gdzie zajął osiemnaste miejsce w kategorii 71 kg. Piąty w mistrzostwach Europy w 1992. Drugi w 1989 i trzeci w 1990 na mistrzostwach świata wojskowych. Trzykrotny medalista kraju; pierwszy w 1991, drugi w 1988 i 1989 roku.
- Turniej w Barcelonie 1992

Wygrał z António Matiasem z Portugalii, a przegrał z Bertrandem Damaisinem z Francji.